# 西村文宏
西村 文宏（にしむら ふみひろ、1979年1月12日 - ）は、日本のウェブデザイナー、小説家（ライトノベル作家）。大阪府出身。
2005年、関西大学大学院総合情報学研究科博士課程修了。同年よりウェブデザイン関連の著書を上梓すると共にAll Aboutインターネット・パソコン活用チャネルのホームページ作成ガイドを担当している。
2007年、第2回ノベルジャパン大賞（ホビージャパン主催）に応募した「ナノの星、しましまの王女、宮殿の秘密」が奨励賞を受賞。同作は刊行に至らなかったが、2011年にHJ文庫より刊行された「逃走少女と契約しました。猫だけど。」で小説家デビューを果たした。また、同時期に開催されていた第15回電撃小説大賞では「箱庭の変革少女」（未刊行）が二次選考を通過していた。

## 著書一覧
ウェブデザイン関連
- HTML&スタイルシート プロ顔負けのホームページ作成術（成美堂出版、2005年）
- 初心者でもわかるアクセスアップの成功強化書（ローカス、2006年）
- ブログ・LPO対策まで SEO・SEM使いこなしテクニック（日本実業出版社、2007年）
- 即戦プロ技 Movable Type デザインテンプレートコレクション（毎日コミュニケーションズ、2009年） - エクストラコミュニケーションズとの共著。

ライトノベル
- 逃走少女と契約しました。猫だけど。（ホビージャパン・HJ文庫、2011年）